# Listas de mangás digitais licenciados em português
Esta é uma lista de mangás digitais licenciados em língua portuguesa. Não é listado light novels. databooks, animes ou mangás de outras nacionalidades, que não sejam japoneses.

## A
| Título                                 | Título original    | Autor         | Editora   | Volumes | Status        | Plataforma | Disponibilidade |
| -------------------------------------- | ------------------ | ------------- | --------- | ------- | ------------- | ---------- | --------------- |
| Alive                                  |                    |               | Panini    | 1       | Completo      | Kindle     | Disponível      |
| All You Need is Kill                   |                    |               | JBC       | 2       | Completo      | Kindle     | Disponível      |
| A Mágica da Arrumação em Quadrinhos    |                    | Marie Kondo   | Agir      | 1       | Completo      |            | Disponível      |
| Amor de Aluguel                        | フィアンセ雇います | Earithen      | Harlequin | 1       | Completo      | Kindle     | Disponível      |
| Anohana                                |                    |               | JBC       | 3       | Completo      |            | Disponível      |
| A Noiva Secretária do Chefe Bilionário | 架空の恋人         | Yoko Yawasaki | Harlequin | 1       | Completo      | Amazon     | Disponível      |
| Aoharaido                              | アオハライド       | Io Sakisaka   | Panini    | 13      | Completo      |            | Disponível      |
| Assassination Classroom                |                    |               | Panini    | 5       | Em publicação | Kindle     | Disponível      |

## D
| Título                         | Título original | Autor                      | Editora | Capítulos | Volumes | Status    | Plataforma | Disponibilidade |
| ------------------------------ | --------------- | -------------------------- | ------- | --------- | ------- | --------- | ---------- | --------------- |
| Death Note (One shot especial) | Death Note      | Tsugumi Ohba Takeshi Obata | JBC     | 1         | -       | Anunciado |            |                 |

## G
| Título                      | Título original            | Autor          | Editora          | Volumes | Status     | Plataforma    | Disponibilidade |
| --------------------------- | -------------------------- | -------------- | ---------------- | ------- | ---------- | ------------- | --------------- |
| Gandhi                      | Gandhi: A Manga Biography  | Kazuki Ebine   | Tambor           | 1       | Completo   | Amazon        | Indisponível    |
| Gen Pés Descalços           | はだしのゲン               | Keiji Nakazawa | Conrad           | 3       | Cancelado  | Social Comics | Indisponível    |
| Guardando o Segredo de Luke |                            |                | Harlequin        | 1       | Completo   | Amazon        | Disponível      |
| Guardiões do Louvre         | 千年の翼、百年の夢         | Jiro Taniguchi | Pipoca & Nanquim | 1       | Completo   | Amazon        | Disponível      |
| Gunsmith Cats Burst         | ガンスミスキャッツバースト | Kenichi Sonoda | JBC              | 1       | Publicando | Amazon        | Disponível      |

## H
| Título          | Título original | Autor             | Editora | Volumes | Capítulos | Status     | Plataforma               | Disponibilidade |
| --------------- | --------------- | ----------------- | ------- | ------- | --------- | ---------- | ------------------------ | --------------- |
| Hero's          | Hero's          | Hiro Mashima      | JBC     | -       | 10        | Publicando | Amazon                   | Disponível      |
| Hunter x Hunter | Hunter x Hunter | Yoshihiro Togashi | JBC     | 5       | -         | Publicando | Amazon Google Play Store | Disponível      |

## T
| Título                 | Título original    | Autor                     | Editora | Capítulos | Volumes | Status     | Plataforma | Disponibilidade |
| ---------------------- | ------------------ | ------------------------- | ------- | --------- | ------- | ---------- | ---------- | --------------- |
| The Promised Neverland | 約束のネバーランド | Kaiu Shirai Posuka Demizu | Panini  | -         | 3       | Publicando | Amazon     | Disponível      |
| The Seven Deadly Sins  | 七つの大罪         | Nakaba Suzuki             | JBC     | 40        | 36      | Publicando | Amazon     | Disponível      |
| Toriko                 | トリコ             | Mitsutoshi Shimabukuro    | Panini  | -         | 31      | Publicando | Amazon     | Disponível      |